# Geisberg (Siebengebirge)
Der Geisberg ist eine 324 m hohe Erhebung im Siebengebirge bei Königswinter.
Die eher unscheinbare Erhebung liegt zwischen der Wolkenburg und dem Lohrberg. Über den Berg führt der Fernwanderweg Rheinsteig, der ihn auch mit dem niedrigeren Nachbargipfel Schallenberg (310 m) verbindet. Das zu diesem führende Teilstück war im Jahre 1931 angelegt worden.
Auf dem Gipfel steht am Aussichtspunkt eine hölzerne Schutzhütte, die im Jahre 1952 erbaute „Walter-Guilleaume-Hütte“. Vom Rastplatz geht der Blick Richtung Westen zum Rhein. Zu sehen sind ferner Bad Honnef sowie der Drachenfels.

## Einzelnachweise

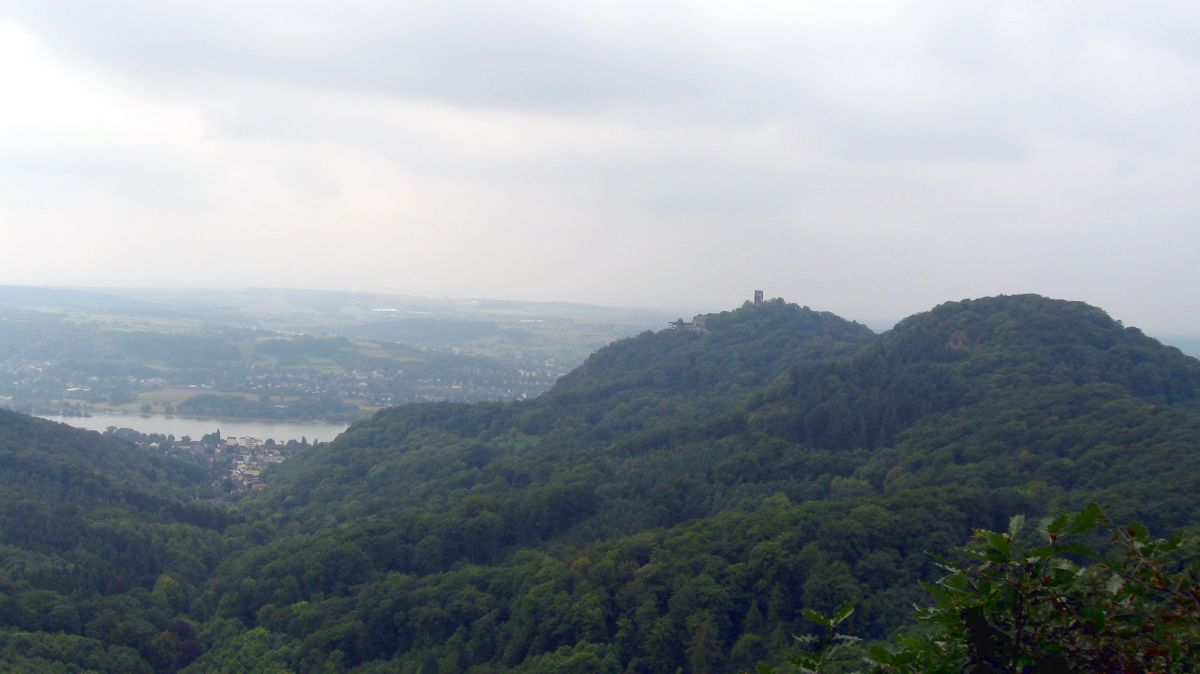
Blick vom Geisberg Richtung Rhein und Drachenfels